# Dromaeolus bonvouloiri
Dromaeolus bonvouloiri är en skalbaggsart som först beskrevs av Sharp 1885.  Dromaeolus bonvouloiri ingår i släktet Dromaeolus och familjen halvknäppare. Inga underarter finns listade i Catalogue of Life.